# Kaku Takagawa
Kaku Takagawa (高川格, Takagawa Kaku, 21 septembre 1915 - 26 novembre 1986), aussi connu sous le prénom de Shukaku (秀格), était l'un des meilleurs joueurs de go professionnels du XXe siècle. Il était l'un des professionnels les plus célèbres de l'ère Showa. Il est également connu pour son style de go rationnel et global, également connu sous le nom de style Heimei-ryu, qui est basé sur le principe du « Ryusui Fuwa Saki ».

## Titres
| Titre                   | Années           |
| ----------------------- | ---------------- |
| Titres nationaux        | 16               |
| Meijin                  | 1968             |
| Honinbo                 | 1952 – 1960      |
| Judan                   | 1965             |
| Oza                     | 1954             |
| Coupe NHK               | 1966             |
| Nihon-Kiin Championship | 1954, 1962, 1963 |